# 탑블레이드

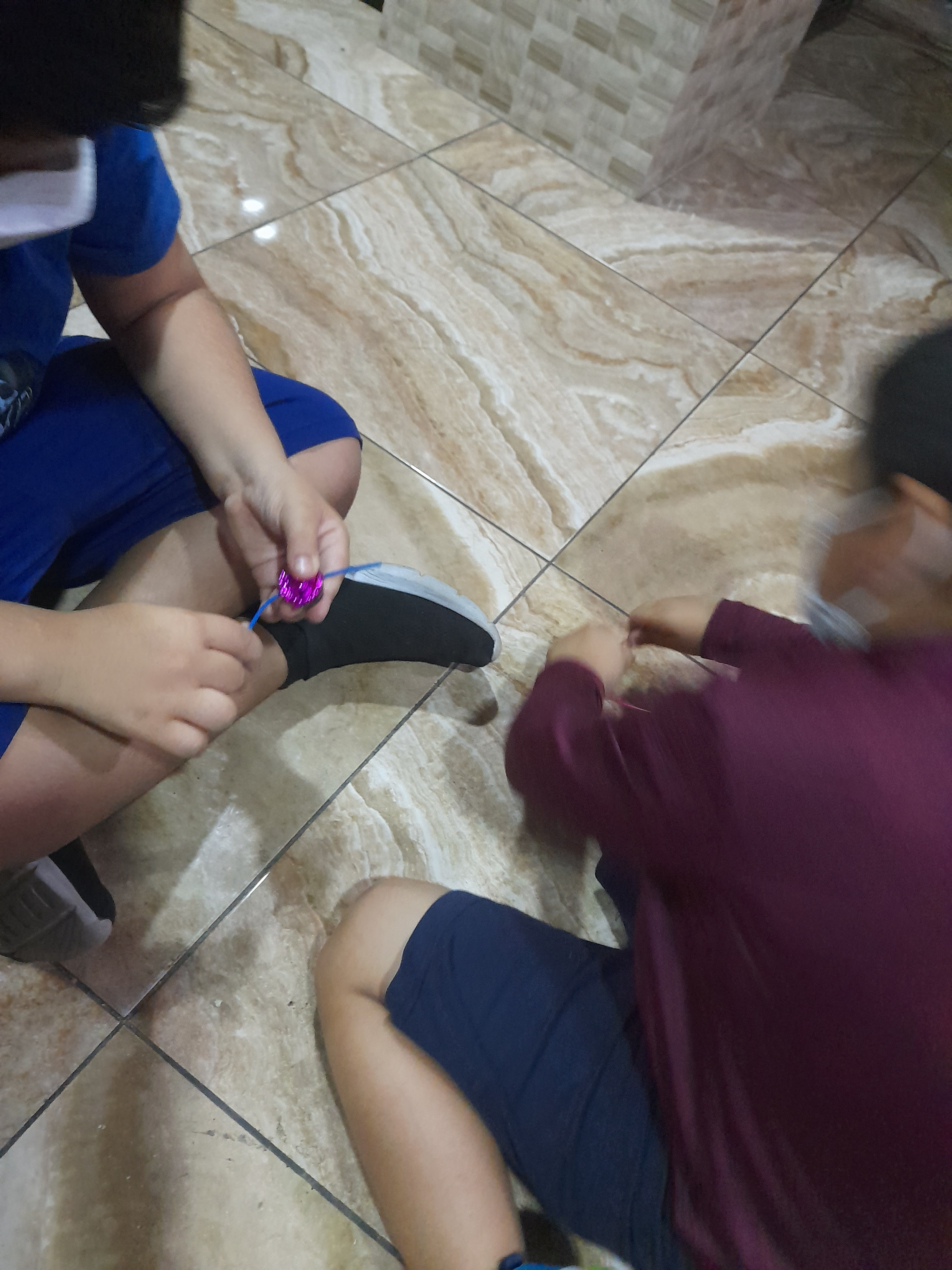

탑블레이드 또는 베이블레이드는 대한민국 완구 회사인 손오공과 일본의 완구 회사 다카라토미가 공동 개발한 팽이 장난감 및 코믹스, 애니메이션 시리즈이다.
두 회사는 양국의 공통 놀이인 팽이를 연구하여 1998년 개발을 시작하여 1999년 7월에 완성했다. 이 팽이의 홍보를 위해 애니메이션 《탑블레이드》를 제작하여 2001년 10월 SBS를 통해 방영했다. 이후 인기를 끌어 2001년 한 해에만 3천만 개 이상이 생산됐다. 일본에서의 이름은 '베이고마'에서 따온 '베이블레이드'다. '탑블레이드'에서 '탑'은 팽이의 영어 명칭인 Top에서 따왔다.

## 작품 목록
- 탑블레이드(爆転シュート ベイブレード) (2001년 ~ 2003년, 전154화(제1기(2001년): 전51화 / 제2기(V)(2002년): 전51화 / 제3기(G)(2003년): 전52화)) (원작: 아오키 다카오(青木たかお)) (애니메이션 제작: SynergySP(일본), 희원엔터테인먼트(한국)) (광고 대행사: 요미우리 광고사) (방송사: TV 도쿄(일본), SBS(한국)) (대회 운영: BBA(Beyblade Battle Association) (원판)/TBA(Topblade Battle Association) (한국어판))
- 메탈 베이블레이드(メタルファイト ベイブレード) (2009년 ~ 2012년, 전154화(제1기(2009년~2010년): 전51화 / 제2기(2)(2010년~2011년): 전51화 / 제3기(4D)(2011년~2012년): 전52화)) (베이블레이드 10주년 기념작) (원작: 아다치 다카후미(足立たかふみ)) (애니메이션 제작: SynergySP) (방송사: TV 도쿄(일본), 투니버스(한국)) (대회 운영: WBBA(World BeyBlade Association))
  - 메탈 베이블레이드 ZEROG(メタルファイト ベイブレード ZEROG) (2012년, 전38화) (베이블레이드의 흑역사) (원작: 아다치 다카후미(足立たかふみ)) (애니메이션 제작: SynergySP) (방송사: TV 도쿄(일본), 투니버스(한국)) (시대 설정: 네메시스과의 최종 결전에서 7년후) (대회 운영: WBBA(World BeyBlade Association))
- 베이블레이드 버스트(ベイブレードバースト) (2016년 ~ 2022년, 전309화(제1기(2016년~2017년): 전51화 / 제2기(갓)(2017년~2018년): 전51화 / 제3기(초제트)(2018년~2019년): 전51화 / 제4기(진검)(2019년~2020년): 전52화 / 제5기(슈퍼킹)(2020년~2021년): 전52화 / 제6기(다이너마이트 배틀)(2021년~2022년): 전52화)) (애니메이션판 베이블레이드 15주년 기념작) (원작: 모리타 히로(森多ヒロ)) (애니메이션 제작: OLM) (광고 대행사: ADK (4기 제27화(제180화) 부터)) (방송사: TV 도쿄(일본), 투니버스(한국)) (제3기의 시대 설정: 스프리건과의 최종 결전에서 2년후) (제4~6기의 시대 설정: 피닉스과의 최종 결전에서 1년후) (대회 운영: wbba.(world beyblade battling association.))
- 베이블레이드 X(BEYBLADE X) (2024년 ~ 현재) (베이블레이드 25주년 기념작) (원작: 카와모토 호무라(河本ほむら) & 무노 히카루(武野光) & 데미즈 포스카(出水ぽすか)) (애니메이션 제작: OLM) (광고 대행사: ADK) (방송사: TV 도쿄(일본), 투니버스(한국)) (대회 운영: B4(BeyBlade Battle Base))

## 같이 보기
- 팽이